# Aloha, Scooby-Doo !
Série
Scooby-Doo et le Monstre du loch Ness
(2004) Scooby-Doo au pays des pharaons
(2005)
Pour plus de détails, voir Fiche technique et Distribution.
Aloha, Scooby-Doo ! est un film d'animation américain réalisé par Tim Maltby et sorti en 2005. C'est le 8e vidéofilm de la franchise Scooby-Doo produite par Warner Bros.

## Synopsis
Le groupe Scooby-Doo se rend à Hawaï sur l'île d'Hanahuna lors d'un voyage offert par une entreprise de surf appelée Goha Aloha pour laquelle Daphné doit concevoir de nouveaux maillots de bain. Un concours de surf est organisé, autrefois réservé aux locaux, le concours a été ouvert aux continentaux par la maire. De nombreux locaux sont en colère contre cette situation, notamment Manu Tuiama, un surfeur local, et son meilleur ami, Little Jim. Quelques jours avant le concours, les petits démons de l'esprit maléfique Wiki-Tiki attaquent le village et kidnappent la petite amie de Manu, Snookie. Cela fait fuir la plupart des touristes et des surfeurs, et les habitants croient que l'esprit est en colère parce que le concours de surf est ouvert à tous, et aussi à cause du projet de complexe résidentiel, Coconut Beach Condominiums, promu par l'agent immobilier Rubén Laluna. Lorsque le groupe rencontre Jared Moon, le représentant de la société Goha Aloha, il vend des amulettes censées éloigner les démons. La maire refuse de reporter le concours de surf, même après une nouvelle attaque des petits démons lors d'une fête.
Le groupe veut percer le mystère et se rend avec Manu chez Tante Mahina, une chamane locale qui vit au fond de la jungle. En chemin, Manu est kidnappé par le Wiki-Tiki. Tante Mahina leur dit que le Wiki-Tiki est en colère contre les continentaux parce que le concours de surf est un rituel hawaïen et que le gagnant doit être d'origine hawaïenne. Elle dit qu'ils doivent se rendre dans la grotte où vit le monstre pour s'en débarrasser, sinon Snookie et Manu seront sacrifiés dans le volcan. Le groupe se rend dans la grotte et est poursuivi par les petits démons, ils parviennent à les semer et trouvent Snookie qui essaie de les faire sortir avant d'être recapturée par le Wiki-Tiki. Le groupe se retrouve ensuite dans une fosse aux serpents mais parvient à en sortir grâce à la musique de Sammy au ukulélé qui charme les serpents. Ils arrivent ensuite dans une grotte où ils découvrent que les petits démons sont des robots télécommandés et que le volcan est toujours en sommeil et que ses éruptions sont simulées en produisant de la vapeur. Ils découvrent aussi que le Wiki-Tiki prétendument âgé de plusieurs millénaires utilise une planche de surf moderne de marque Goha Aloha.
Le jour du concours de surf, le Wiki-Tiki attaque les concurrents mais il finit par chuter de sa planche dans une énorme vague et s'échoue sur la plage. On découvre que le Wiki-Tiki est Manu et que Snookie est sa complice, ils voulaient effrayer les habitants et les touristes afin d'acheter les maisons de l'île à un faible prix et les revendre ensuite avec un énorme profit. Véra révèle également que Snookie est une experte en robotique et que c'est elle qui a fabriqué les petits démons. La maire déclare que Scooby-Doo est le vainqueur du concours de surf. Manu et Snookie sont arrêtés par la police.

## Fiche technique
- Titre original et français : Aloha, Scooby-Doo !
- Réalisateur : Tim Maltby
- Musique : Thomas Chase Jones
- Sociétés de production : Hanna-Barbera, Warner Bros.
- Pays d'origine : États-Unis
- Langue originale : Anglais
- Format : Couleurs, son Dolby Digital DTS
- Genre : Animation, aventure et comédie horrifique
- Durée : 73 minutes
- Année de diffusion : 2005

## Distribution

### Voix originales
- Frank Welker : Scooby-Doo / Fred Jones / Wiki-Tiki
- Casey Kasem : Sammy Rogers
- Grey DeLisle : Daphné Blake / Auntie Mahina
- Mindy Cohn : Véra Dinkley
- Ray Bumatai : Little Jim
- Tia Carrere : Snookie Waeawa
- Teri Garr : Molly Quinn
- Mario Lopez : Manu Tuiama
- Adam West : Jared Moon
- Tom Kenny : Ruben Laluna

### Voix françaises
- Éric Missoffe : Scooby-Doo / Sammy Rogers
- Mathias Kozlowski : Fred Jones
- Joëlle Guigui : Daphné Blake
- Caroline Pascal : Véra Dinkley
- Sébastien Desjours : Manu Tuiama
- Marc Perez : Ruben Laluna